# 源有房 (斎院別当)
源 有房（みなもと の ありふさ）は、平安時代後期の貴族。村上源氏、神祇伯・源顕仲の子。官位は正五位下・斎院長官。伯大夫と号した。生沒年未詳。
歌風は穩健。勅撰歌人として『千載和歌集』に3首と『新続古今和歌集』に2首の和歌作品が採録されている。

## 系譜
『尊卑分脈』による。
- 父：源顕仲（あるいは源仲房の子）
- 母：不詳
- 妻：藤原家範の娘
  - 男子：源顕家
- 妻：藤原国定の娘
  - 男子：源盛仲
- 生母不詳の子女
  - 男子：源朝房
  - 男子：源宗仲
  - 男子：源有仲
    - 男子：有季（法名：浄意、号：備後権守入道）

  - 男子：智有
  - 男子：慈寿
  - 男子：俊栄
  - 女子：源義国室